# Porta della Carta

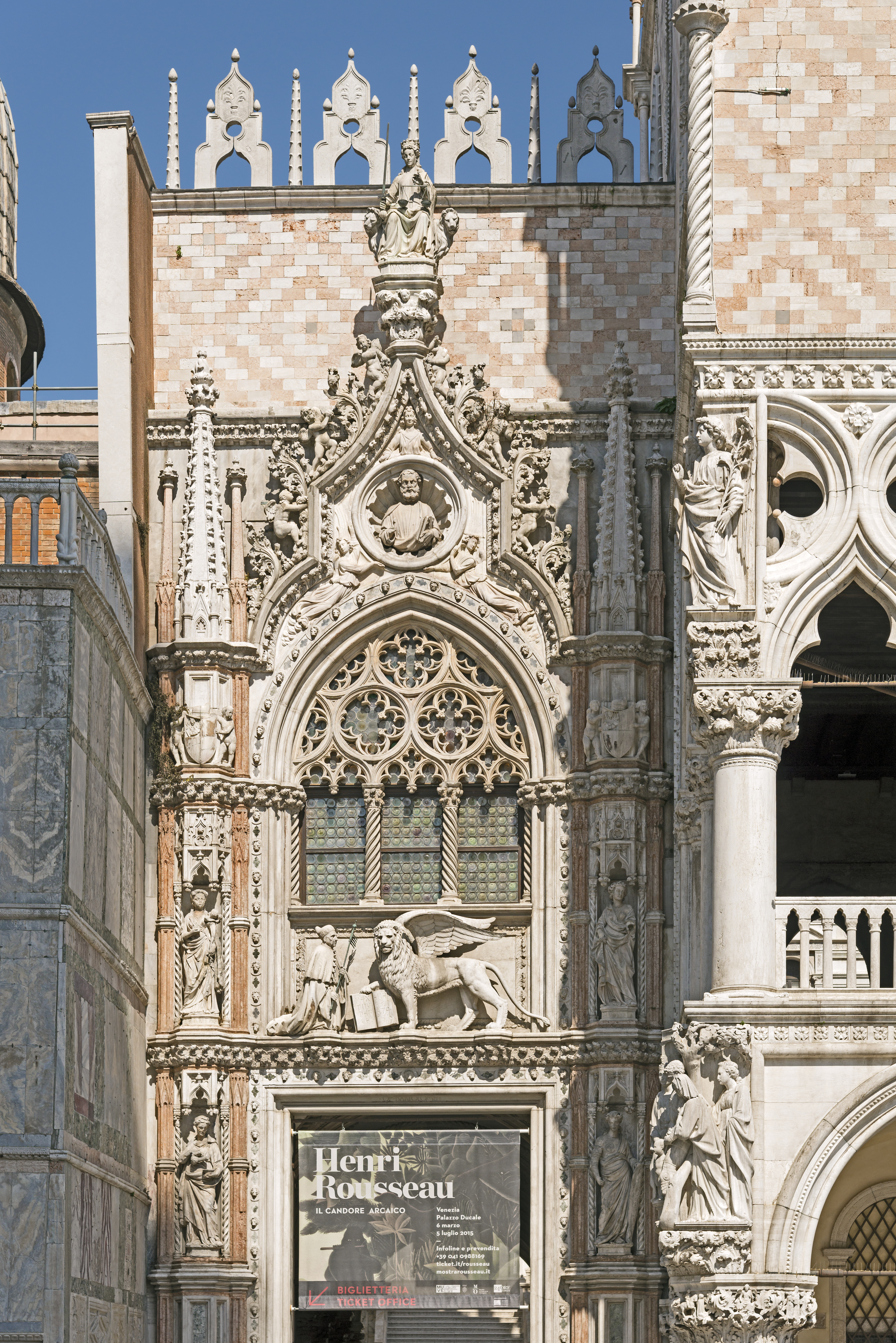
Porta della Carta

Die Porta della Carta ist ein Eingangsportal im Baustil der Gotik an der Westfront des Dogenpalastes in Venedig.

## Name
Die Bezeichnung Porta della Carta für das zwischen Dogenpalast und Markusdom gelegene Tor, das direkt in den Innenhof führt, kam erst im späten 15. Jahrhundert auf. Dieses Tor wurde ursprünglich porta grande genannt, auch porta del bando, porta del palazzo oder aufgrund seiner Vergoldung porta dorata bzw. porta aurea. Francesco Sansovino bezeichnete es um 1556/57 als l'altra grande, aber in seinem Buch Venetia città nobilissima et singolare (1581) als porta grande che si chiama hora alla Carta. Die Herkunft des Namens Porta della Carta ist nicht schlüssig zu belegen. Es gibt dafür verschiedene Erklärungen: Weil die Bürger Venedigs, die keinen Zugang zum Palast hatten, hier Bittschriften an die Stadtregierung einreichen konnten; weil hier vor dem Tor die Regierungserlasse verkündet wurden; aufgrund eines dahinter liegenden antiche depositi cartarum also des Staatsarchivs der Republik Venedig.

## Bau
Der Bau des Eingangs wurde in der Versammlung des Großen Rats 1430 zusammen mit dem Ausbau der Westfassade des Dogenpalastes beschlossen.
Die Porta wurde von 1438 bis 1443 von den venezianischen Bildhauern und Baumeistern Giovanni und dessen Sohn Bartolomeo Bon ausgeführt.

## Beschreibung
Zwei polygonale, in einzelne Abschnitte zerlegte Strebepfeiler, von Fialen bekrönt, flankieren das mächtige rechtscheitige offene Tor und das darüberliegende Fenster. Pläne im späten 15. Jahrhundert für Bronzetüren von Alessandro Leopardi wurden nicht umgesetzt. Der skulpturale Schmuck wurde in Marmor gefertigt. Über dem Eingang kniet der Doge Francesco Foscari vor dem Markuslöwen, eine Rekonstruktion aus dem Jahre 1885 nach Zerstörung des Originals in den Tumulten im Jahre 1797.
Über dem Großfenster ist ein Tondo mit einem Relief des segnenden heiligen Markus angebracht, das von drei Engeln gehalten wird. Auf der Wimpergspitze thront Justitia, die allegorische Darstellung der Kardinaltugend der Gerechtigkeit. In den Strebepfeilernischen seitlich des Eingangs stehen beginnend unten links im Uhrzeigersinn Temperantia oder die Mäßigung, Karitas, Prudentia oder die Klugheit, und Fortitudo, die Tapferkeit, die vier Kardinaltugenden mit der christlichen Tugend der Nächstenliebe.
Hubala erkennt in der Porta della Carta ein wichtiges Monument des sog. Übergangsstils zwischen venezianischer Spätgotik und Frührenaissance. Besonders in den Skulpturen der Tugenden ist der Einfluss toskanischer Bildhauer nachvollziehbar, die die Figuren natürlicher und räumlicher auffassten.